# Plaza de San Miguel (Lucca)
La Plaza San Miguel (Piazza San Michele en italiano) es una plaza cuadrangular que se encuentra en la ciudad de Lucca, Toscana, Italia central. Hoy en día es el principal punto de encuentro de dicha ciudad. También es conocida como la Plaza de las cadenas debido a las columnas cuadradas de mármol que se hallan unidas entre sí por medio de las pesadas cadenas.

## Historia
La plaza se encuentra donde se hallaba antiguamente el Foro romano de la ciudad, y es tangente a la decumanus, que consiste en el eje Este-Oeste de la Vía San Paolino, Via Roma y Via Santa Croce y no muy lejos del Cardus Maximus, o eje norte-sur y la Vía Fillungo Cenami.
En esta plaza se levantó el Civitatis Palatium, el Palacio Público, construido justo al lado de la iglesia que luego fue trasladado a la fortaleza Augusta, que también fue demolida en 1370.
La plaza está rodeada por edificios antiguos representativos de la arquitectura medieval. También hay impresionantes palacios como el Palacio Gigli, construido en 1529 como casa medieval y el Palacio Pretorio (o Palazzo del Podestà) construido en 1492. Se encuentra ubicado en la esquina de Via Vittorio Veneto y se aloja en su casa una estatua de bronce de Mateo Civitali. Esta zona suele ser a menudo el lugar de las manifestaciones y las reuniones artísticas y gastronómicas.
La Plaza San Miguel cuando fue construido el Palacio Pretorio en el siglo XV estaba pavimentada con ladrillos en un patrón de espina de pescado. Más tarde, en el siglo XVIII, la plaza fue pavimentada nuevamente con bloques de piedra gris y rodeado de columnas con cadenas, tal como es conocida hoy en día.

## Otros datos
Al norte de la plaza se encuentra la magnífica iglesia románica de San Miguel en Foro, con la fachada de piedra caliza blanca. 
En 1863 en honor de Francisco Burlamacchi se colocó en el centro de la plaza una estatua hecha por el escultor Ulisse Cambi.
En esta plaza en el mes de septiembre y en Navidad en diciembre se celebra una feria de artesanos con cerca de un centenar de puestos, extendiéndose hasta la Plaza de San Giusto.

## Galería de imágenes

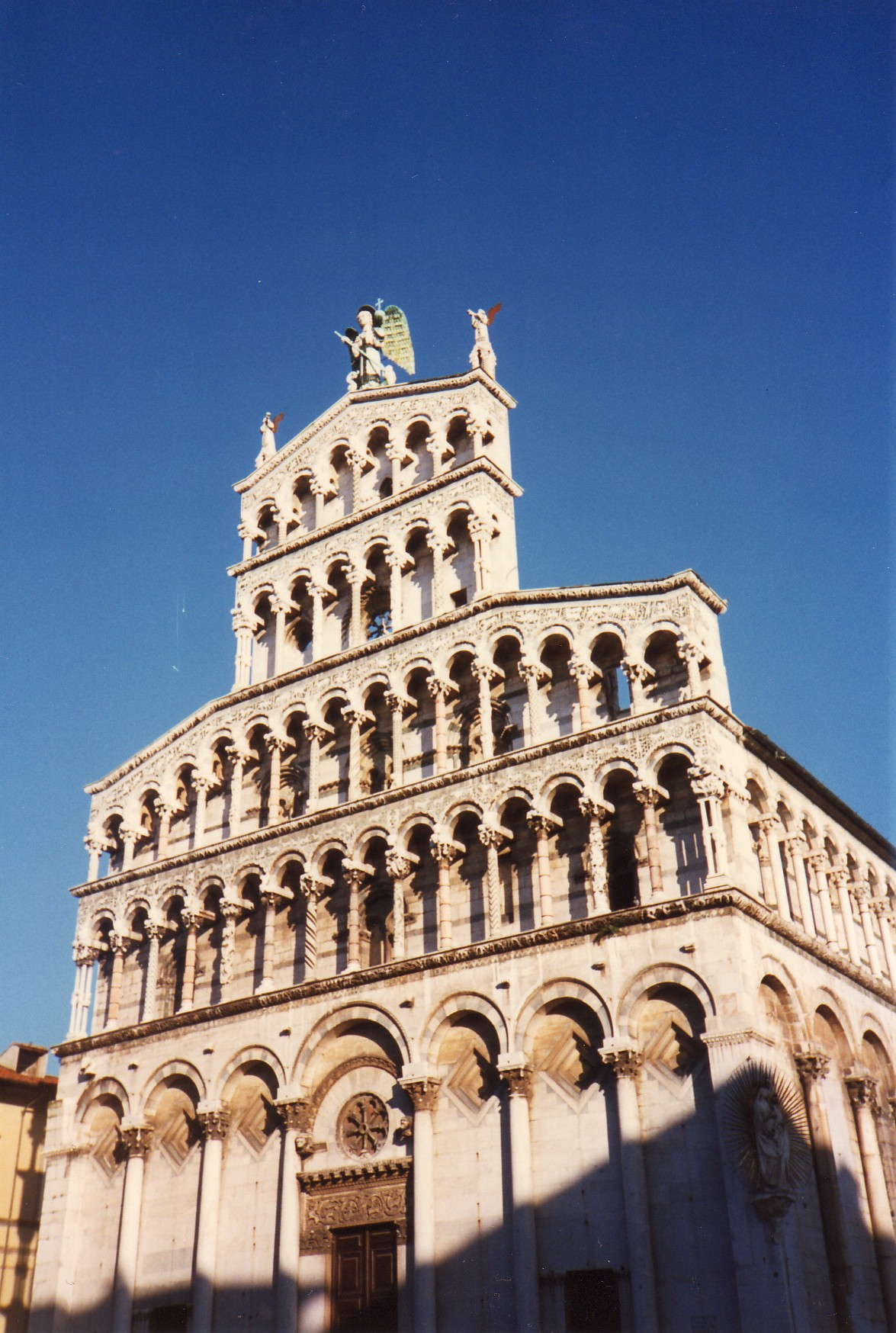
La fachada de la Iglesia de San Miguel
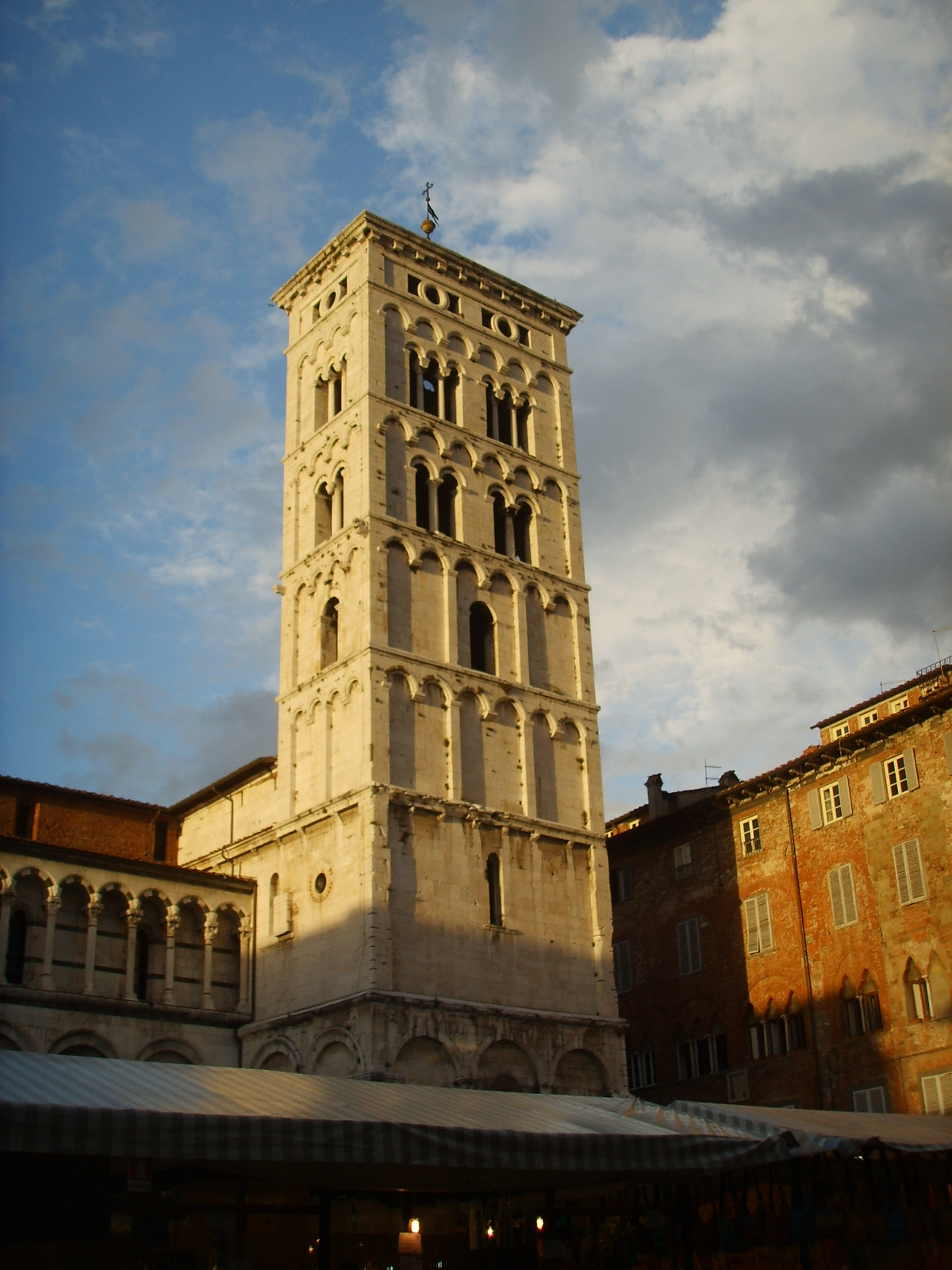
El campanario de la Iglesia de San Miguel

- Datos: Q3902314
- Multimedia: Piazza San Michele (Lucca) / Q3902314